# Stanisław Kokorin

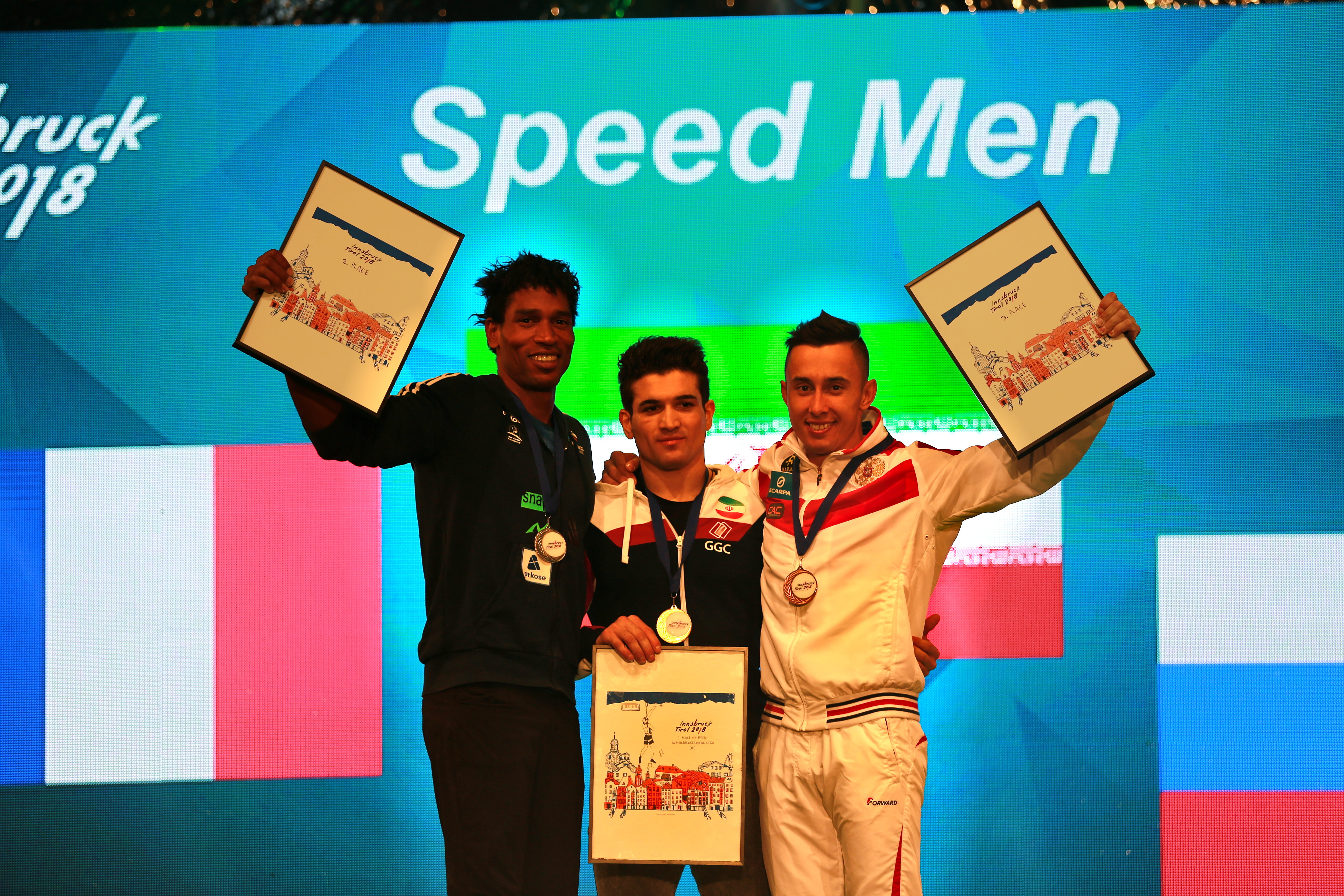
MŚ 2018 Innsbruck. Podium, stoją od lewej: Bassa Mawem, FRA (2 m.), Reza Alipour IRN (1 m.) i Stanisław Kokorin (3 m.)

Stanisław Kokorin (ur. 22 stycznia 1990) – rosyjski wspinacz sportowy specjalizujący się we wspinaczce na czas. Akademicki mistrz świata z 2016 roku, wielokrotny medalista mistrzostw świata i Europy. W Xining 13 października 2012 podczas zawodów wspinaczkowych Pucharu Świata ustanowił rekord świata na czas wynikiem 6,08 s.

## Kariera sportowa
Wielokrotny uczestnik, medalista, wicemistrz świata we wspinaczce na czas z 2011 oraz z 2014. Zdobywca brązowych medali mistrzostw świata w 2017 i w 2019.
Medalista mistrzostw Europy we wspinaczce na czas w 2010 i w 2017 roku. W 2015 na akademickich mistrzostwach Europy w Katowicach zdobył brązowy medal, a w 2016 w Szanghaju został akademickim mistrzem świata. 
Uczestnik World Games w kolumbijskim Cali (zdobył srebrny medal) w 2013 oraz we Wrocławiu w 2017, gdzie wywalczył brązowy medal. Wielokrotny uczestnik, prestiżowych, elitarnych zawodów wspinaczkowych Rock Master we włoskim Arco.
Rekord świata
- 6,08 – Puchar świata we wspinaczce sportowej 2012 – Xining (CHN) - 13 października 2012[1]

## Osiągnięcia

### Mistrzostwa świata
| Konkurencje        | 2011 | 2014 | 2016 | 2018 | 2019 |
| Wspinaczka na czas | 2    | 2    | 6    | 3    | 3    |

### World Games
| Konkurencje  | 2013 | 2017 |
| Wsp. na czas | 2    | 3    |

### Akademickie mistrzostwa świata
| Konkurencje  | 2016 |
| Wsp. na czas | 1    |

### Mistrzostwa Europy
| Konkurencje  | 2010 | 2015 | 2017 |
| Wsp. na czas | 2    | 5    | 3    |

### Rock Master
| Konkurencje  | 2012 | 2014 |
| Wsp. na czas | 4    | 6    |